# Oskar Wielgos
Oskar Wielgos (* 14. Februar 1916 in Bottrop; † 5. November 1986 in Gelsenkirchen-Buer) war ein deutscher Komponist im Schach.

## Schachkomposition
Wielgos hat mehr als 1000 Schachaufgaben komponiert und dafür über 100 Auszeichnungen – auch im Ausland – erhalten. Zwischen 1930 und 1939 veröffentlichte er vorwiegend Zweizüger in verschiedenen Tageszeitungen des Ruhrgebietes. 1939 bis etwa 1960 pausierte er aus beruflichen Gründen, danach veröffentlichte er wieder neue Schachaufgaben in Fachzeitschriften. Besonders aktiv wurde er nach seiner Pensionierung – er arbeitete zuletzt als Förderungsberater beim Arbeitsamt Gelsenkirchen.
|   | a | b | c | d | e | f | g | h |   |
| 8 |   |   |   |   |   |   |   |   | 8 |
| 7 |   |   |   |   |   |   |   |   | 7 |
| 6 |   |   |   |   |   |   |   |   | 6 |
| 5 |   |   |   |   |   |   |   |   | 5 |
| 4 |   |   |   |   |   |   |   |   | 4 |
| 3 |   |   |   |   |   |   |   |   | 3 |
| 2 |   |   |   |   |   |   |   |   | 2 |
| 1 |   |   |   |   |   |   |   |   | 1 |
|   | a | b | c | d | e | f | g | h |   |

Der weiße Turm auf f8 möchte zum Mattsetzen auf die h-Linie gelangen.
Drei dieser Versuche scheitern an Selbstbehinderung der Dame.

1. Tf8–f7? Se7–g6! (verstellt Db7–h7) 2. Tf7–h7+ Kh8xg8

1. Tf8–f6? Lb5–d3! (verstellt b2–h8, Db7–b2 gibt kein Schach)

1. Tf8–f3? Ta1–h1! (verstellt Db7xh1)

Lösung:

1. Tf8–f5 Se7–g6 2. Db7–h7 matt

1. … Lb5–d3 2. Db7–b2 matt

1. … Ta1–h1 2. Db7xh1 matt

## Turnierschach
Auch im Turnierschach erreichte Wielgos eine passable Spielstärke. Auf Bezirks- und Landesebene war er erfolgreich und nahm am Kandidatenturnier zur Deutschen Meisterschaft teil. Er spielte am Spitzenbrett des SV Buer 21.